# Bajor Királyi Államvasutak
A Bajor Királyi Államvasutak (németül: Königliche Bayerische Staats-Eisenbahnen vagy K.Bay.Sts.B) a Bajor Királyság államvasútja volt. 1844-ben alapították. Az első világháború végéig a társaság a porosz államvasutak után a második legnagyobb német államvasúttá fejlődött 8526 kilométeres vonalhálózatával (beleértve az 1909. január 1-jén átvett Pfalzi Vasutakat is). A monarchia 1918. november 8-i megszűnése után a „királyi” jelzőt törölték a nevéből.
1920. április 1-jén a Bajor Államvasutak hivatalosan is átkerült a Német Államvasutakhoz, és 1920. április 24-től ezen belül megalakították a Bajor Csoportos Igazgatóságot. A bajor vasúthálózat igazgatása öt Reichsbahndirektionen között oszlott meg, amelyeket 1922-től ekként jelöltek meg: Reichsbahndirektion Augsburg, Reichsbahndirektion München, Reichsbahndirektion Nürnberg, Reichsbahndirektion Regensburg és Reichsbahndirektion Würzburg; ez utóbbit azonban már 1930-ban ismét feloszlatták, beolvasztották a Reichsbahndirektion Nürnbergbe és vonalhálózatát felosztották az augsburgi és a nürnbergi igazgatóságok között. Az egykori pfalzi vasutakból alakult a Reichsbahndirektion Ludwigshafen. Németországban a Deutsche Reichsbahn keretében kizárólag a bajorországi igazgatóságoknál, köztes instanciaként felállított csoportigazgatást 1933. október 1-jén feloszlatták.